# Карімово (Учалинський район)
Карі́мово (рос. Каримово, башк. Кәрим) — присілок у складі Учалинського району Башкортостану, Росія. Входить до складу Ільчигуловської сільської ради.
Населення — 270 осіб (2010; 335 в 2002).
Національний склад:
- башкири — 95%